# الدوري التايلاندي الممتاز 2007
الدوري التايلاندي الممتاز 2007 (بالتايلندية: ไทยแลนด์พรีเมียร์ลีก ฤดูกาล 2550)‏ هو الموسم 11 من الدوري التايلاندي الممتاز. أشرف على تنظيمه اتحاد تايلاند لكرة القدم، وكان عدد الأندية المشاركة فيه 16، وفاز فيه نادي تشونبوري.